# Mysłakowice (gmina)
Mysłakowice (daw. gmina Karpniki + gmina Łomnica) – gmina wiejska w województwie dolnośląskim, w powiecie karkonoskim. W latach 1975–1998 gmina położona była w województwie jeleniogórskim.
Siedziba władz gminy to Mysłakowice.
Według danych z 31 grudnia 2015 gminę zamieszkiwało 10 275 osób. Natomiast według danych z 30 czerwca 2020 roku gminę zamieszkiwały 10 142 osoby.

## Struktura powierzchni
Według danych z roku 2002 gmina Mysłakowice ma obszar 88,75 km², w tym:
- użytki rolne: 48%
- użytki leśne: 38%

Gmina stanowi 14,13% powierzchni powiatu.

## Demografia

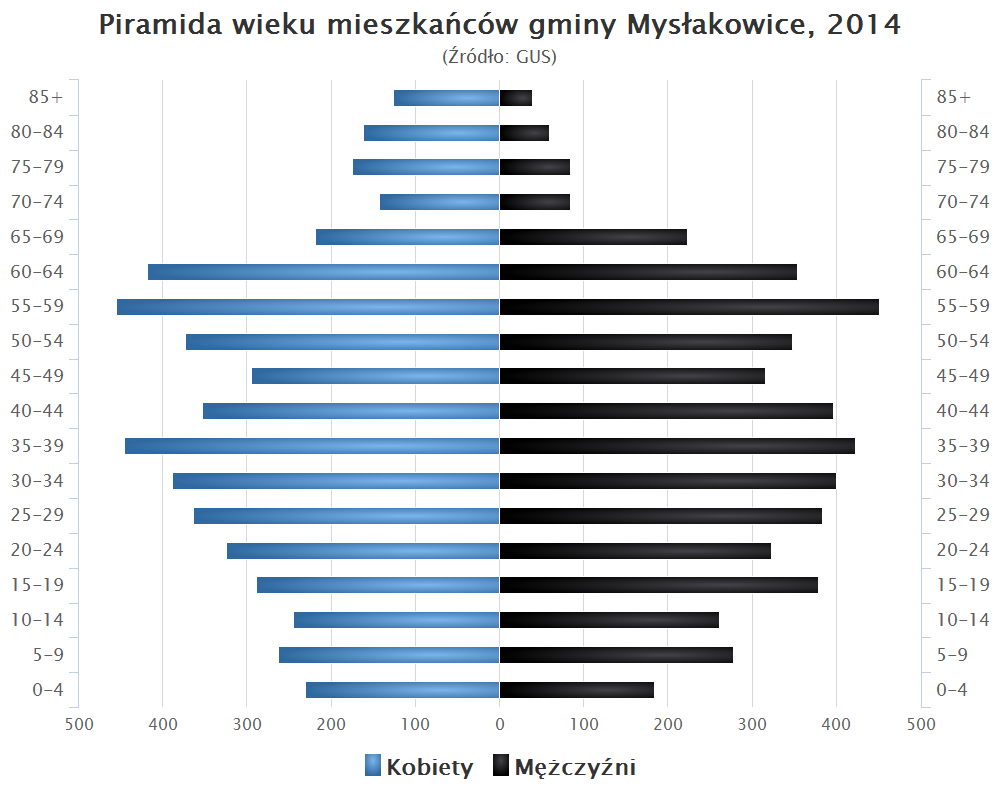
Piramida wieku mieszkańców gminy Mysłakowice w 2014 roku

Dane z 30 czerwca 2004:
| Opis                              | Ogółem | Ogółem | Kobiety | Kobiety | Mężczyźni | Mężczyźni |
| --------------------------------- | ------ | ------ | ------- | ------- | --------- | --------- |
| jednostka                         | osób   | %      | osób    | %       | osób      | %         |
| populacja                         | 10 003 | 100    | 5202    | 52      | 4801      | 48        |
| gęstość zaludnienia (mieszk./km²) | 112,7  | 112,7  | 58,6    | 58,6    | 54,1      | 54,1      |

## Galeria

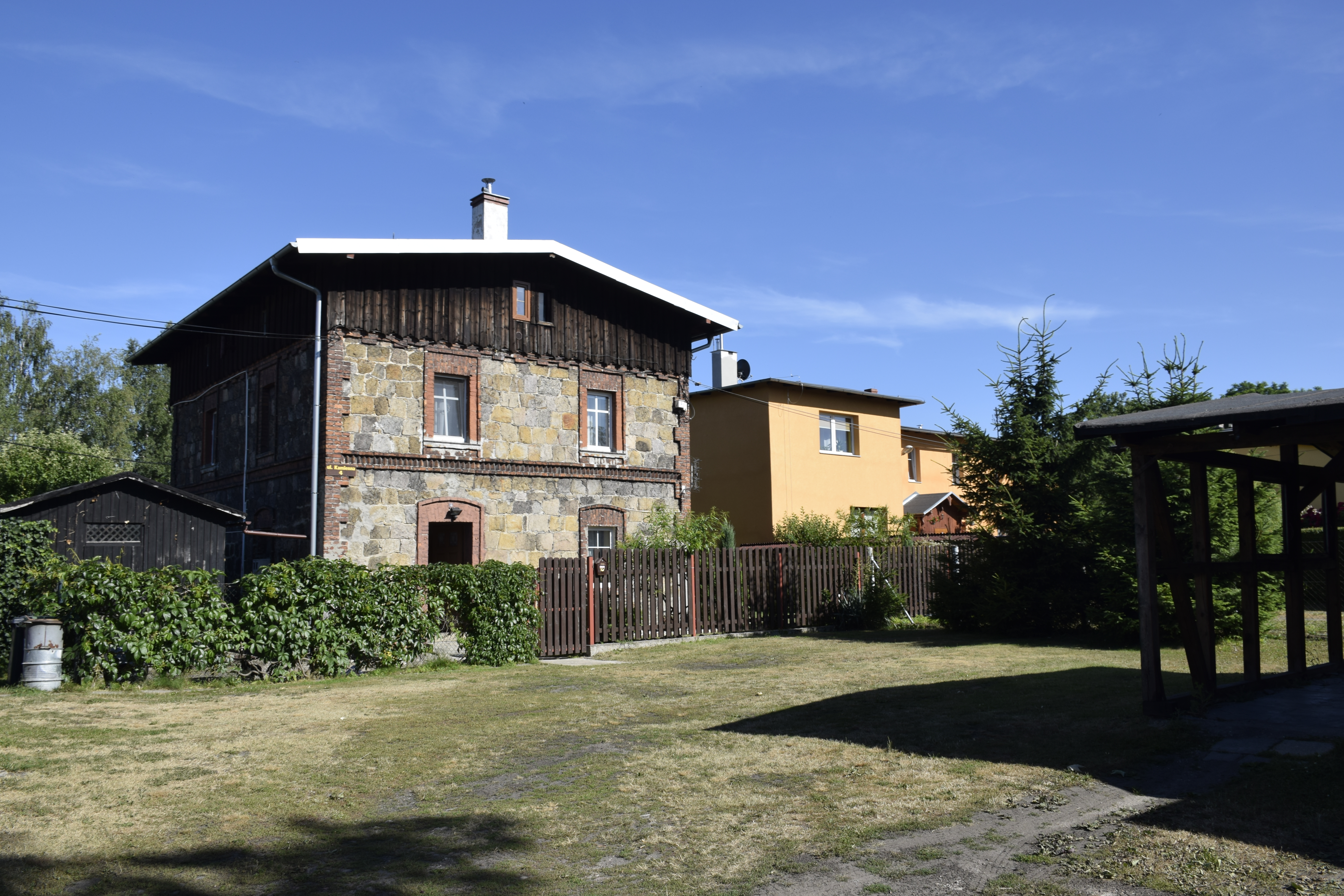
Mysłakowice
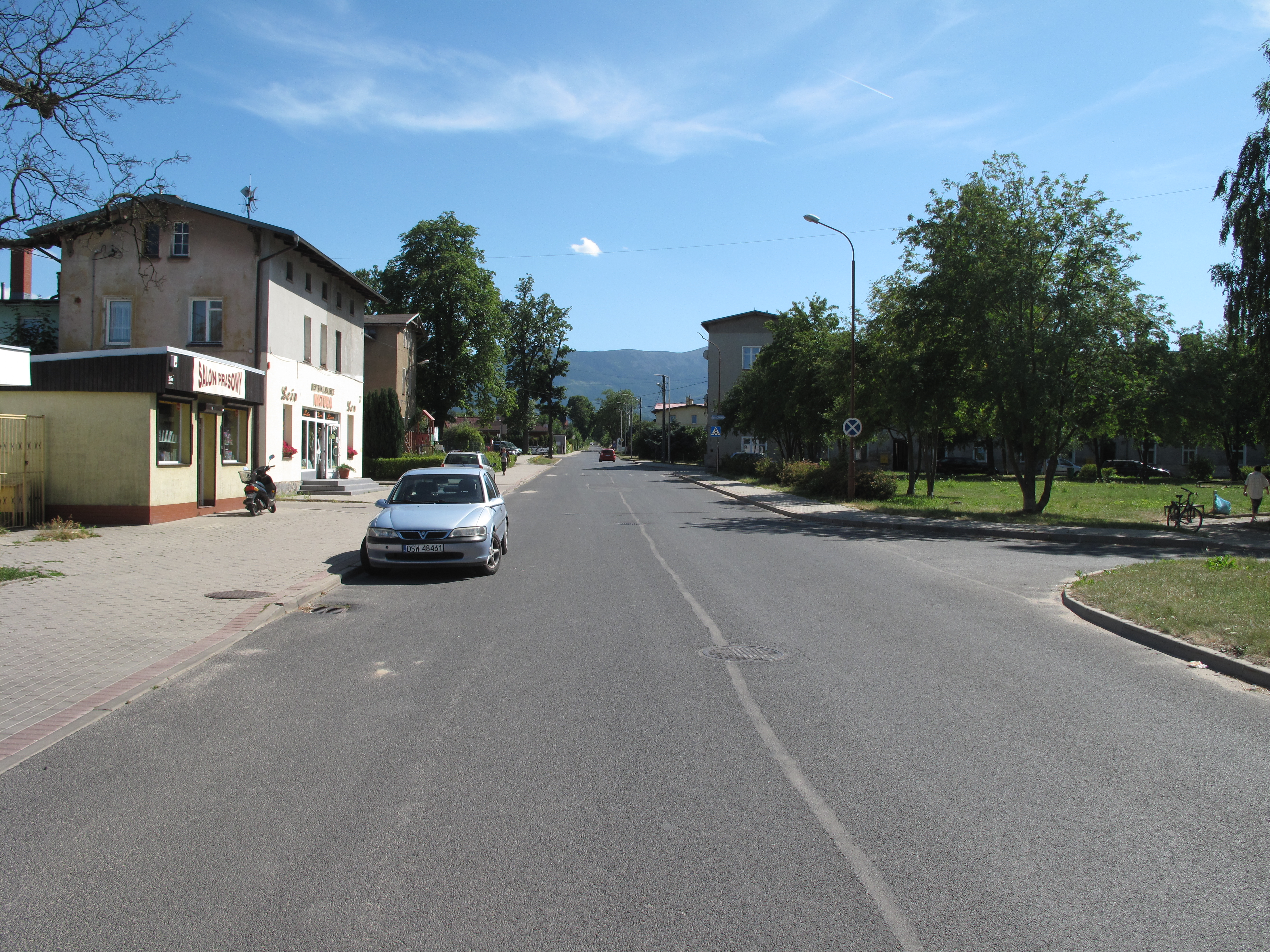
Mysłakowice, ulica
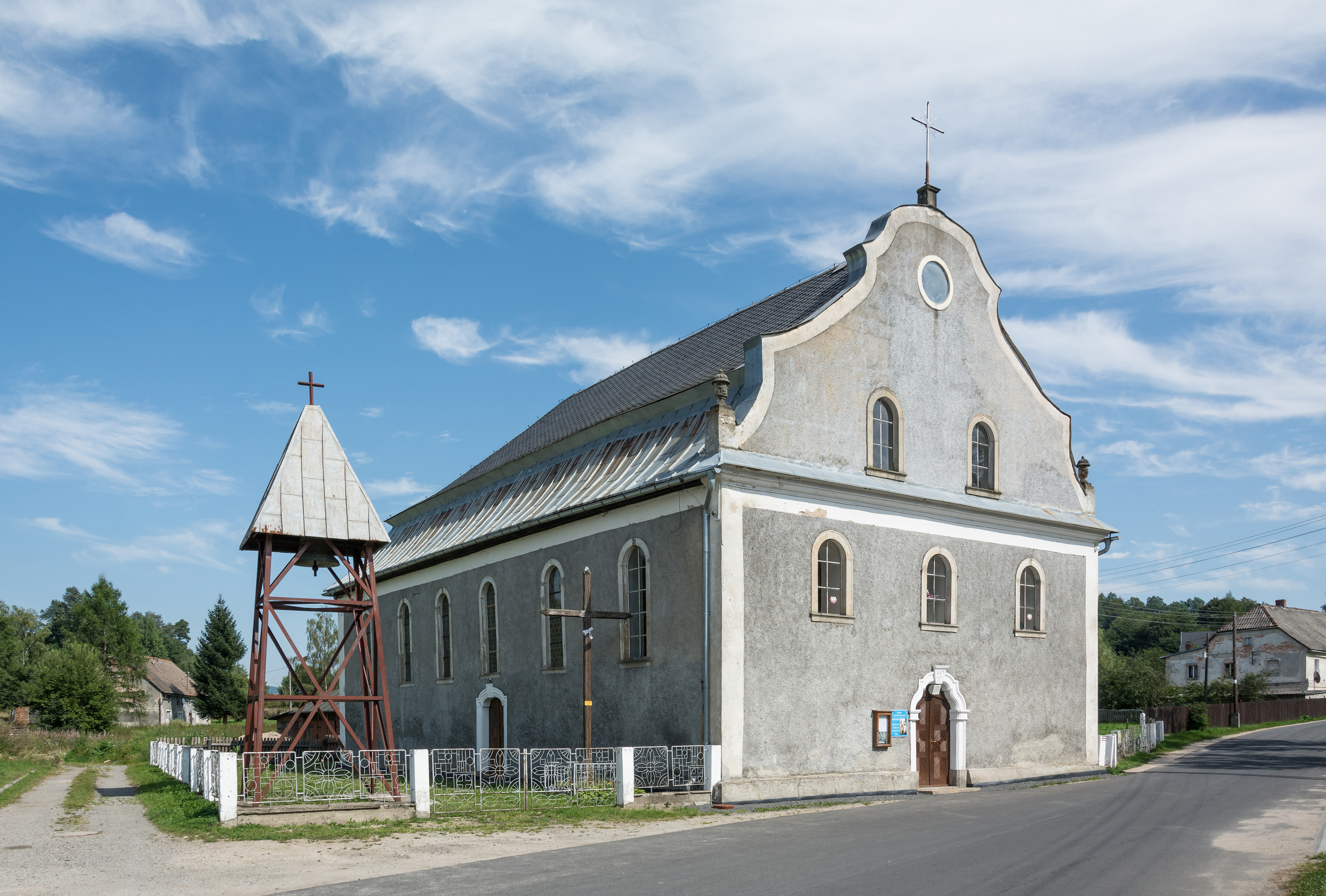
Kościół św. Jana Chrzciciela w Bukowcu
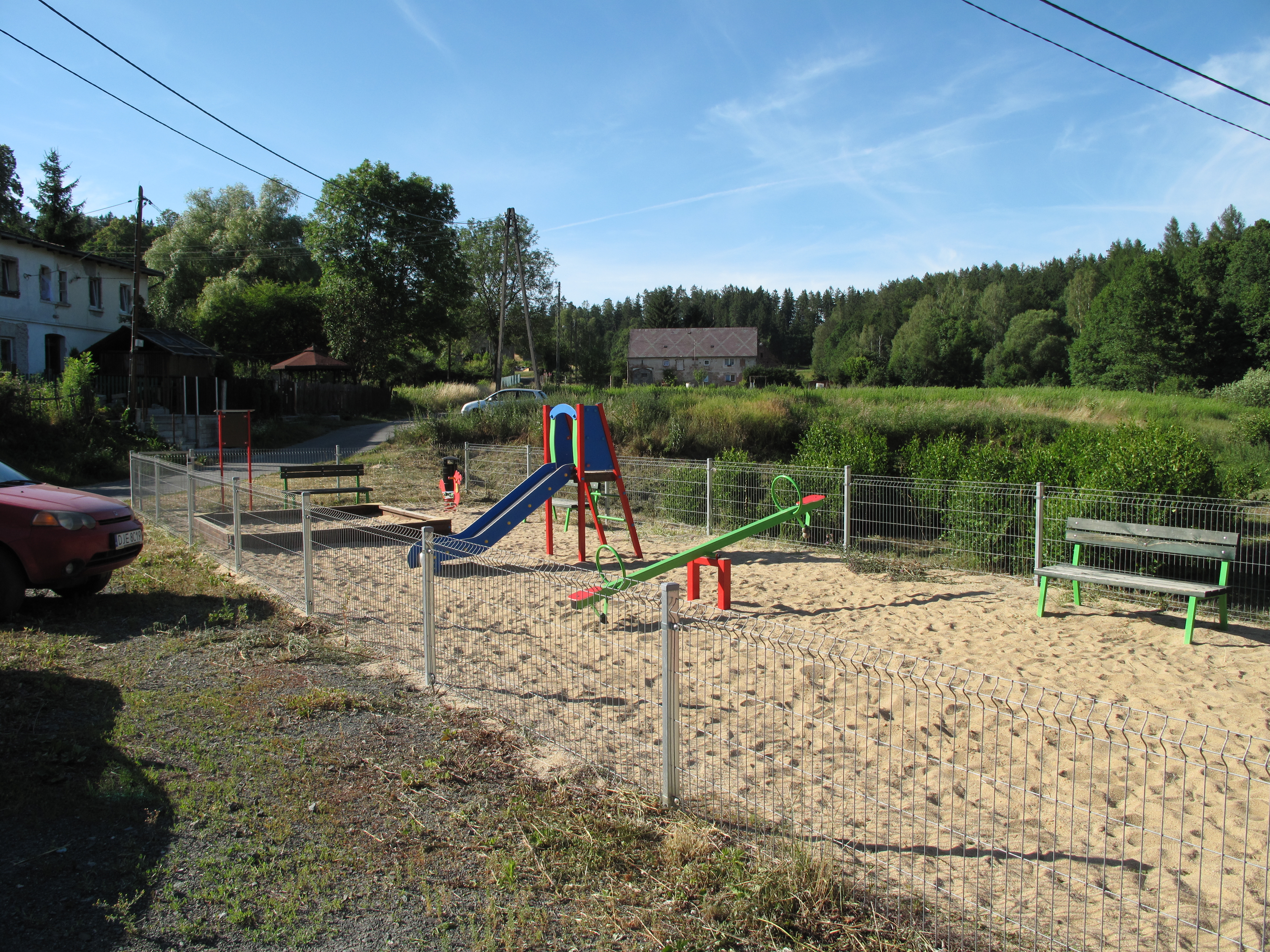
Dąbrowica
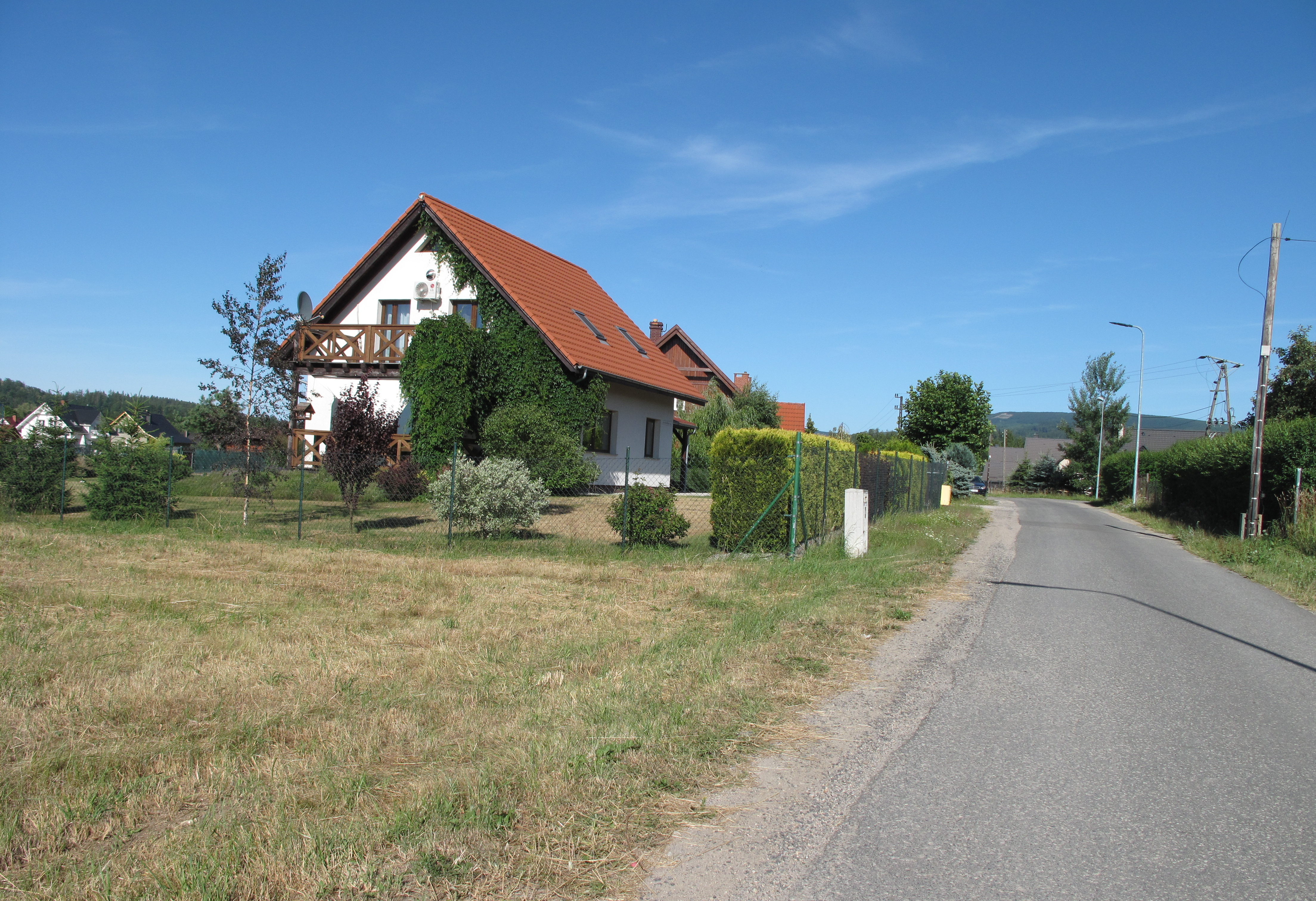
Kostrzyca
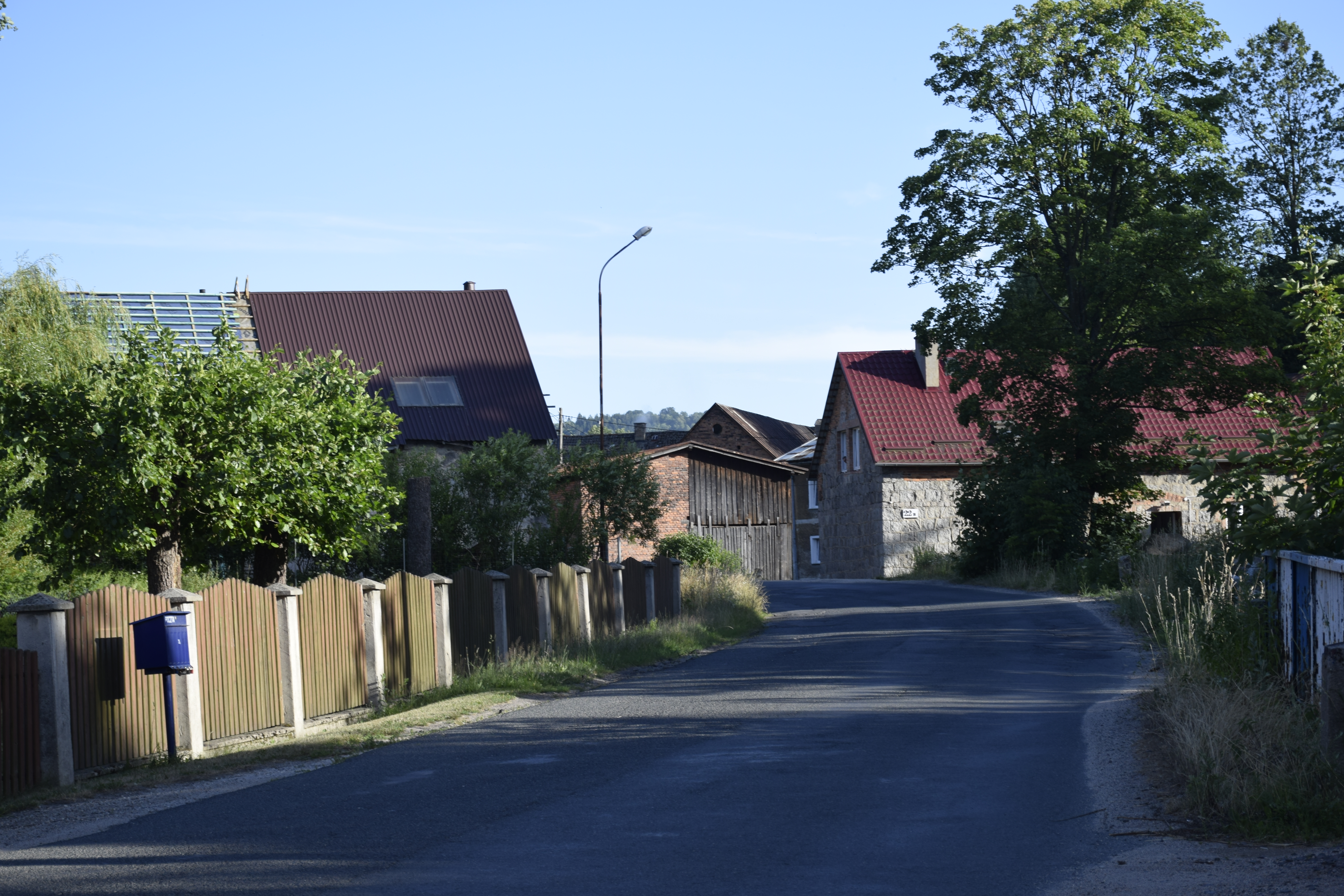
Krogulec

## Sołectwa
Bobrów, Bukowiec, Dąbrowica, Gruszków, Karpniki, Kostrzyca, Krogulec, Łomnica, Mysłakowice, Strużnica, Wojanów.
Miejscowość bez statusu sołectwa: Januszowice (Jasiowa Dolina).

## Sąsiednie gminy
Janowice Wielkie, Jelenia Góra, Kamienna Góra, Kowary, Podgórzyn

## Miasta partnerskie
- Leopoldshöhe
- Boxberg
- Iława
- Istebna
- Trutnov